# Пролив Лаперуза
Проли́в Лаперу́за (в японских источниках — Пролив Соя) (яп. 宗谷海峡 Со:я кайкё:) — пролив между северной оконечностью острова Хоккайдо (Япония) и южной оконечностью острова Сахалин мысом Крильон (Российская Федерация), соединяющий Японское и Охотское моря.
Назван в честь французского мореплавателя Жана-Франсуа де Лаперуза, открывшего пролив в 1787 году.
Пролив находится в акваториях Сахалинской области России и префектуры Хоккайдо Японии, по нему проходит государственная граница.

## География
Длина 94 км, ширина в самой узкой части 43 км, средняя глубина 20—40 м, максимальная глубина 118 м. Зимой пролив покрывается льдом.
На японском берегу пролива расположен порт Вакканай. В проливе находится скалистый остров Камень Опасности.

## Пограничный режим в Японии
В отличие от обычно декларируемой 12-мильной (22 км) зоны территориальных вод, Япония заявляет территориальные права в заливе Соя (Sōya) лишь на расстояние трёх морских миль от острова Хоккайдо (5,5 км). По сообщению японских СМИ, это правило действует с конца 1970-х годов ради того, чтобы при проходе через проливы военных кораблей и субмарин США, несущих ядерное оружие, не происходило нарушения декларируемого безъядерного статуса Японии. Впрочем, ранее некоторые министры публично отрицали, что ширина зоны была изменена именно ради сохранения безъядерного статуса.

## Транспортный переход между Сахалином и Хоккайдо
Неоднократно высказывались идеи строительства подводного тоннеля между Сахалином и Хоккайдо, что, в сочетании с тоннелем или мостом через пролив Невельского, позволило бы соединить железнодорожную сеть Японии с континентом.
Транспортный переход между Сахалином и Хоккайдо (вкупе с планируемым транспортным переходом с материка на Сахалин) дадут возможность соединить Транссибирскую магистраль с территорией Японии, сделав Японию континентальной державой, а также с целью активизации туризма и торговых потоков.
В Японии проект продления Транссиба до Хоккайдо — через Южно-Сахалинск до хоккайдского Вакканая — известен как План евразийской железнодорожной переправы (яп. ユーラシア横断鉄道計画). Проект продвигается японской консалтинговой фирмой «Подготовительный организационный комитет за интернационализацию транссибирской магистрали» (яп. シベリア鉄道国際化整備推進機構発足準備委員会). Для осуществления плана требуется возведение транспортных переходов (в виде мостов или тоннелей) с материка на Сахалин через Татарский пролив и с Сахалина на Хоккайдо через пролив Лаперуза. Идея проекта была поддержана Россией, впервые озвучившей её 3 октября 2016, а потом повторившей на декабрьском российско-японском саммите в 2016 и включившей её в список 18 наиболее приоритетных проектов Министерства по развитию Дальнего Востока.
«Мы планируем мост построить на Сахалин, выйти потом, соединить Сахалин и Хоккайдо — это вещи абсолютно планетарного характера»
В начале сентября 2017 года на Восточном экономическом форуме с инициативой соединения Сахалина и Хоккайдо с помощью автомобильно-железнодорожного перехода выступил президент России Владимир Путин. Вице-премьер РФ Игорь Шувалов сообщил о возможном проекте моста с острова Хоккайдо на Сахалин. Наличие планов по постройке моста между Россией и Японией подтвердил Министр транспорта РФ Максим Соколов. Предполагаемая стоимость постройки может достигнуть одного триллиона рублей. «Российские железные дороги» (РЖД) и министерство инфраструктуры и транспорта Японии создали экспертную группу для проработки проекта.
Спецпредставитель президента России по вопросам природоохранной деятельности, экологии и транспорта Сергей Иванов считает, что более реалистичен план строительства тоннеля длиной 51 км под проливом Лаперуза, а не моста, но реализация этих планов маловероятна, так как сначала нужно соединить Сахалин с материковой частью Дальнего Востока России через пролив Невельского (мост или тоннель), к тому же затраты на строительство, по мнению Иванова, не окупятся никогда.

## Энергомост в Японию
В начале XXI века было выдвинуто предложение о строительстве через пролив Лаперуза энергомоста Сахалин — Хоккайдо. После аварии на АЭС «Фукусима» в 2011 году интерес к проекту возрос, он был поддержан на встрече Владимира Путина и Синдзо Абэ в 2016 году. Проект разрабатывает компания «РусГидро».
Так же, как и транспортный переход, проект имеет ряд существенных затруднений в реализации.